# Braz Paschoalin
Walderi Braz Paschoalin (Andradina, 27 de janeiro de 1948 – Jandira, 10 de dezembro de 2010), mais conhecido como Braz Paschoalin, foi um empresário e político brasileiro filiado ao Partido da Social Democracia Brasileira. Nas eleições de 2008, foi eleito pela 3.ª vez prefeito de Jandira, porém seu mandato foi subitamente interrompido após ser assassinado a tiros em 10 de dezembro de 2010.

## Biografia
Paschoalin chegou em Jandira em 1966, aos 18 anos. Começou a trabalhar como taxista, profissão que exerceu por mais de 10 anos. Para complementar sua renda trabalhava no Banco do Estado de São Paulo. Foi ele o fundador da primeira lanchonete da cidade, chamada Brazão, localizada na Avenida Conceição Sammartino. Em 1973, Braz casou-se com Maria Helena Paschoalin e tornou-se  pai de três filhos.

## Carreira política

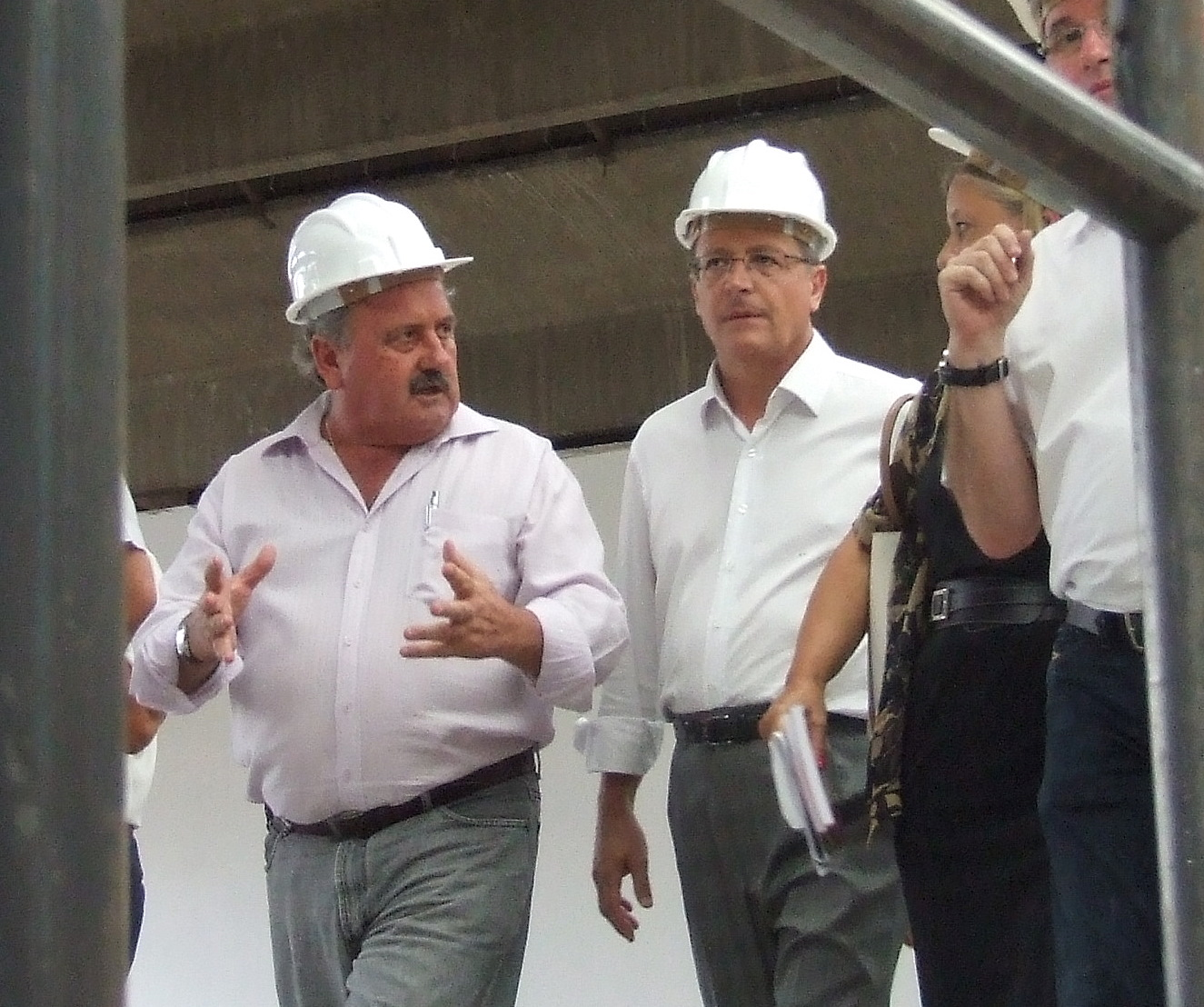
Braz Paschoalin em conversa com o ex-governador Geraldo Alckmin durante vistoria em obra da ETEC em Jandira. Posteriormente, ao ser inaugurada, a ETEC recebeu o nome de Paschoalin.

### Como vereador
Os anos a frente de seu táxi lhe renderam um conhecimento de toda a cidade, o que o levou em 1976 a concorrer ao cargo de vereador, pelo MDB. Eleito, cumpriu mandato entre 1977 e 1983, tendo sido presidente da Câmara Municipal no biênio 1977-1979. No início da década de 1980, o então prefeito Dorvalino Abílio Teixeira e alguns vereadores filiaram-se ao PDS. Pascholin foi um dos poucos políticos locais a não acompanhar esse movimento e pouco tempo depois passaria ao bloco de oposição ao prefeito.

### Como secretário municipal
O declínio do PDS nas eleições municipais de 1982 permitiu a eleição de um prefeito do PMDB: Beto Piteri. Durante a formação de seu gabinete, Piteri convida Braz a integrá-lo ao seu secretariado, assumindo a pasta de Esportes, onde permaneceu até o início do ano de 1988. Até o final da década de 1990, não havia reeleição direta para os cargos do Poder Executivo, de forma que Piteri apoiou Braz para as eleições de 1988. Posteriormente, Piteri e Braz continuaram revezando-se na chefia da Prefeitura de Jandira até 2000.

### Como prefeito
Braz foi eleito e assumiu seu primeiro mandato no ano seguinte. Sua gestão coincidiu com o breve período de domínio político exercido pelo seu partido (PMDB) na região , estado e em boa parte do país. Assim, Braz pode governar com facilidade e recebeu fartos recursos do governo Quércia. Nessa época foi iniciada a obra do viaduto sobre os trilhos da Fepasa que, após diversas acusações de superfaturamento e desvio de verbas, foi concluída apenas uma década depois. Após concluir o mandato, Braz apoiou Piteri na vitoriosa campanha das eleições de 1992.

### Candidatura à deputado estadual
Nas eleições de 1994, Braz concorre a uma vaga de deputado estadual pelo PTB, sendo derrotado. Em 1996, transfere-se para o PSDB e vence as eleições municipais deste ano. No ano seguinte, assumiu seu segundo mandato como prefeito. Sua segunda gestão foi marcada por indícios de corrupção. Em 1999, foi acusado de receber o maior salário do Brasil, cerca de R$ 24 mil (acima do salário do então presidente Fernando Henrique Cardoso). Alguns meses depois, 117 cheques da prefeitura desaparecem, causando um prejuízo de R$ 110 mil aos cofres públicos. Os contratos de limpeza celebrados por sua segunda gestão também foram contestados pelo Tribunal de Contas do Estado de São Paulo.

### Tentativas de retorno à Prefeitura de Jandira
O desgaste político provocado pelas acusações de corrupção prejudicou sua carreira política, de forma que Paschoalin foi derrotado nas eleições de 2000 e 2004.  Durante esse período, trabalhou com políticos tucanos como o ex-prefeito de Santana de Parnaíba e ex-deputado federal Silvinho Peccioli, que nomeou-o seu assessor parlamentar na câmara dos deputados entre 2007 e 2008.
Após oito anos longe do Paço Municipal, em janeiro de 2009 Braz se tornou o primeiro político a comandar o município de Jandira pela terceira vez. Foi nas eleições de 2008 com 42% dos votos válidos.
Seu terceiro mandato foi conturbado, de forma que passou boa parte do período travando batalhas judiciais contra adversários que tentavam invalidar a eleição e cassar seus direitos políticos, com base nos casos de corrupção no qual supostamente estaria implicado.

## Desempenho eleitoral
| Ano  | Eleição                | Coligação                                                      | Partido | Candidato a       | Votos  | Resultado  |
| ---- | ---------------------- | -------------------------------------------------------------- | ------- | ----------------- | ------ | ---------- |
| 1976 | Municipal de Jandira   | sem coligação                                                  | MDB     | Vereador          | 246    | Eleito     |
| 1982 | Municipal de Jandira   | sem coligação                                                  | PMDB    | Prefeito          | 149    | Não eleito |
| 1988 | Municipal de Jandira   | sem coligação                                                  | PMDB    | Prefeito          | 8 716  | Eleito     |
| 1994 | Estaduais em São Paulo | sem coligação                                                  | PTB     | Deputado estadual | N/D    | Não eleito |
| 1996 | Municipal de Jandira   | sem coligação                                                  | PSDB    | Prefeito          | 15 552 | Eleito     |
| 2000 | Municipal de Jandira   | PSDB/PST/PPS/PTB/PRONA                                         | PSDB    | Prefeito          | 17 138 | Não eleito |
| 2004 | Municipal de Jandira   | PTB / PSL / PTN / PSDC / PRTB / PHS / PMN / PRP / PSDB / PRONA | PSDB    | Prefeito          | 22 558 | Não eleito |
| 2008 | Municipal de Jandira   | PDT / PTB / PTN / PPS / DEM / PMN / PSB / PSDB                 | PSDB    | Prefeito          | 24 168 | Eleito     |

## Morte
Na manhã de 10 de dezembro de 2010, uma sexta-feira, o prefeito foi executado em frente à emissora da Radio Comunitária Astral FM 87,5, com cerca de 16 tiros de fuzil AK-47. Os suspeitos, que possuíam passagem na polícia, foram pegos a cerca de dois quilômetros do local, tentando incendiar o carro em que estavam, para apagar provas.
De acordo com a polícia, o crime teria sido encomendado pelo ex-secretário municipal de Jandira, Wanderley Lemes de Aquino, preso na quinta-feira, 16 de dezembro, acusado de participar de um esquema de corrupção e desvio de dinheiro público. Também foram presos um empresário, suspeito de envolvimento no esquema de corrupção, e quatro suspeitos de participação na morte de Paschoalin. A vice-prefeita de Jandira, Anabel Sabatine (PSDB), assumiu o cargo com reforço na segurança.